# Колонна победы (Шверин)

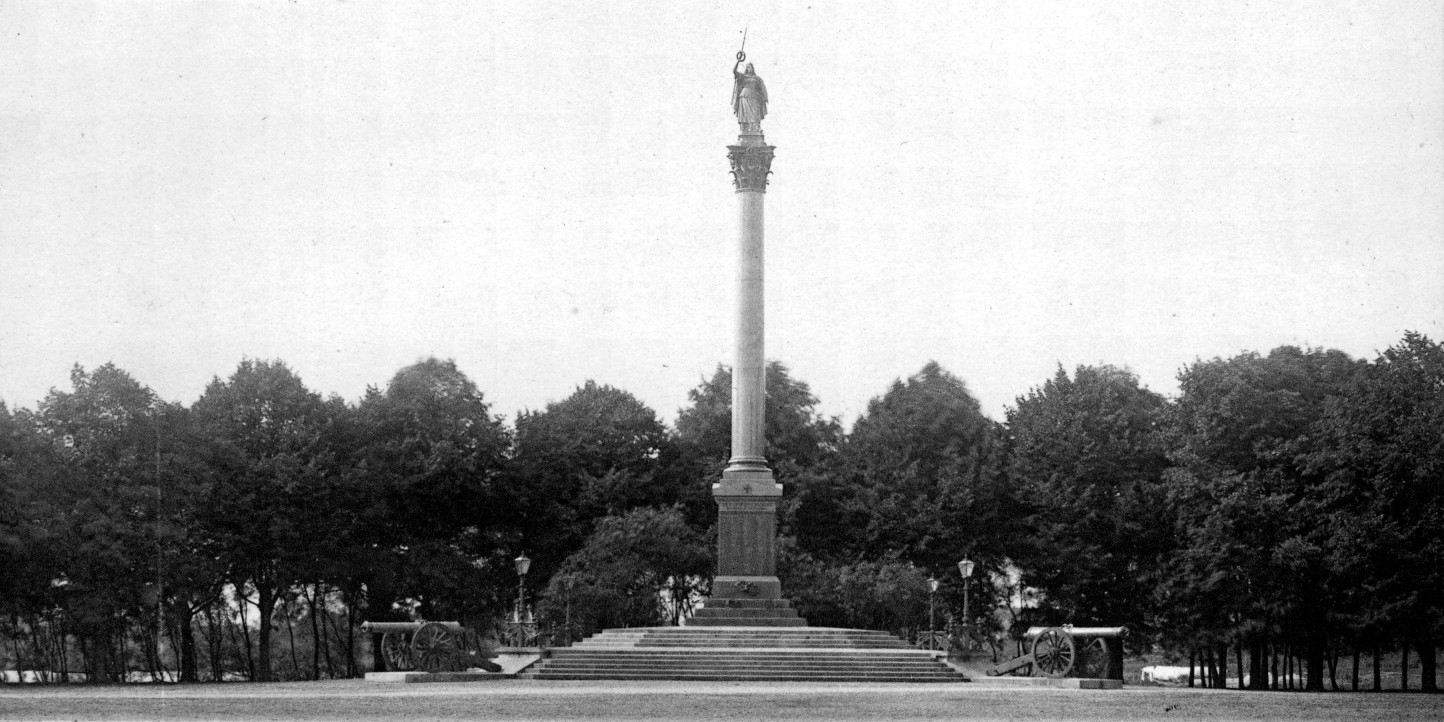
Колонна Победы в 1890 году

Колонна Победы (нем. Siegessäule) — памятник, расположенный в Старом саду города Шверин. Воздвигнута в 1872—1873 годах по проекту Германа Виллебрада как национальный памятник объединительным войнам Германии.

## История

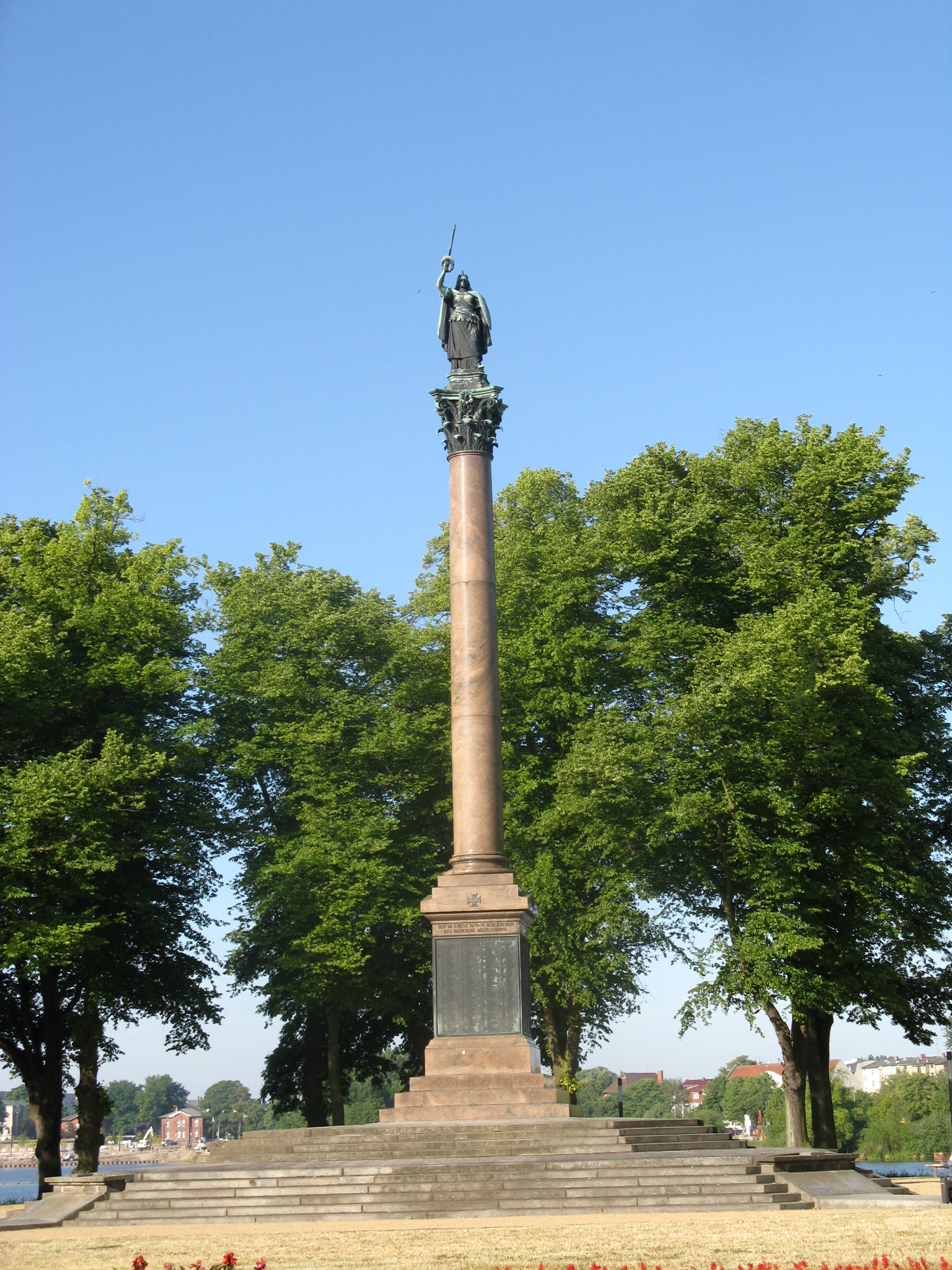
Колонна Победы, 2008 год

После победы во Франко-прусской войне 1870—1871 годов и провозглашения Германской империи 18 января 1871 года великий герцог Фридрих Франц II из Мекленбург-Шверина для увековечения данного события в 1872 году сделал заказ Герману Виллебранду на изготовление макета колонны Победы, а скульптором статуи «Мегаполис» был назначен Густав Вилгохом. Чертежи памятника были готовы в августе 1872 года, а в феврале 1873 года модель колонны была представлена общественности.
Почти сразу же после демонстрации модели были начаты первые работы по закладке фундамента. Для того чтобы колонна была устойчива, потребовалось удалить грунт до глубины в 16 футов. Затем было залито бетонное основание восьмиугольной формы.
2 декабря 1873 года, в годовщину битвы при Луаньи-Пупри 1870 года, после подготовки фундамента состоялась торжественная закладка первого камня. Первый камень был заложен Фридрихом Францем II и им же была произнесена речь в назидание потомкам. Затем после возведения ступеней и самой колонны она была открыта 2 декабря 1874 года.
По расчётам на 1875 год, общая сумма расходов на строительство колонны составила 114 136,32 марок. Из них 72 080,89 марок было затрачено на саму колонну, 39 055,91 марок — на фундамент и 2999,52 — марок на прочие расходы.

## Описание

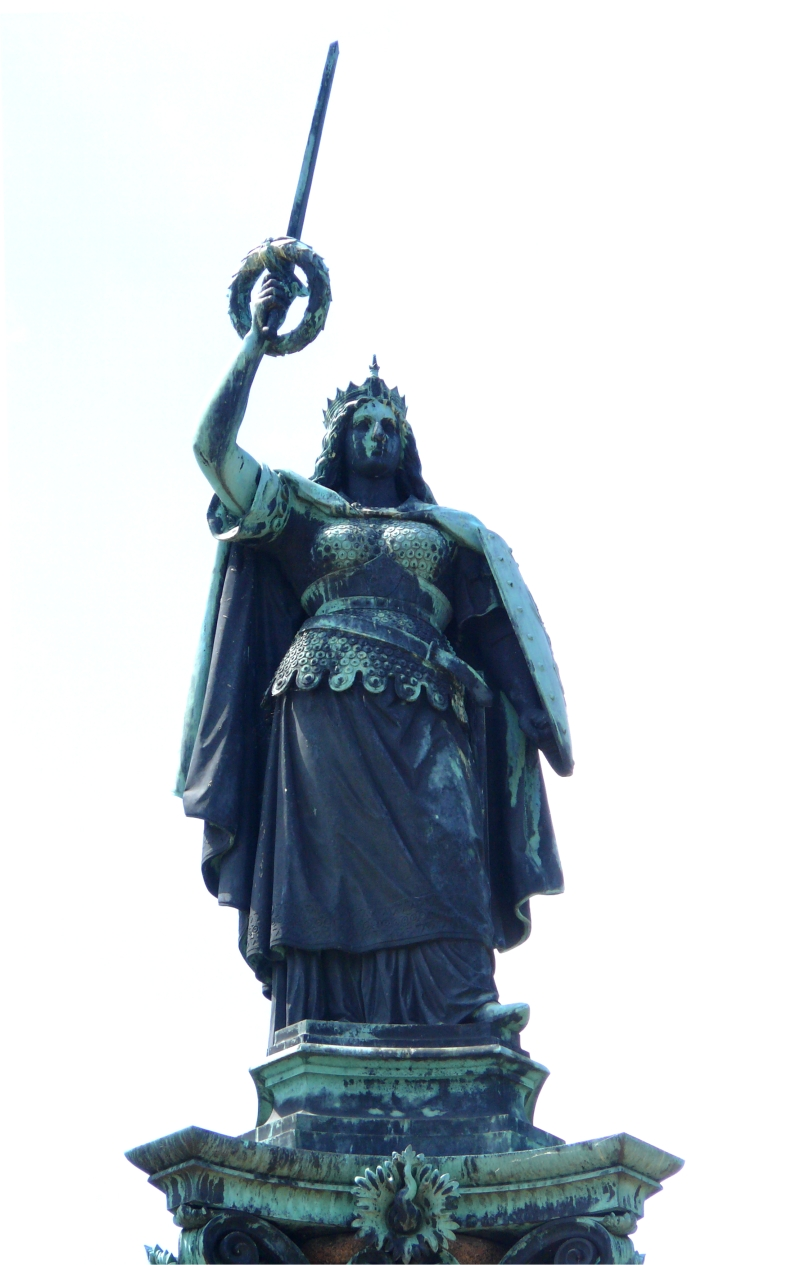
Скульптура Мегаполис

За основу внешнего вида и размеров колонны был взят внешний вид колонны Фоки на Римском форуме. Площадь перед колонной изначально была покрыта мозаикой, позже была вымощена плитами из сине-серого саксонского гранита. До Первой мировой войны по бокам от колонны стояли чугунные канделябры, работающие от газа. Рядом с ними располагались две трофейные французские пушки. Но с наступлением Первой мировой войны они были демонтированы.
Колонна начинается с прямоугольного основания, на котором висят четыре бронзовые таблички с именами 650 павших воинов и надписью: «Воинам 1870-71 от благодарных мекленбуржцев». Гранитное основание колонны заканчивается коринфским ордером и 2,60-метровой статуей «Мегаполис», которая является аллегорией государства Мекленбург. Её фигура, увенчанная «Вендской короной», правой рукой поднимает меч с нанизанным на него лавровым венком, а левой рукой держит короткий остроконечный щит, на котором можно рассмотреть голову быка Мекленбурга.
Основным материалом для памятника послужил красный шведский гранит. Высота колонны вместе со статуей — около 23 метров.